# Kaesang Pangarep
Kaesang Pangarep (sinh ngày 25 tháng 12 năm 1994) là một chính trị gia và nhà kinh doanh người Indonesia. Anh là con trai út của Tổng thống Indonesia Joko Widodo. Vào tháng 9 năm 2023, anh được bổ nhiệm trở thành chủ tịch Đảng Đoàn kết Indonesia (PSI).
Anh tốt nghiệp ACS International tại Singapore với văn bằng đại học quốc tế, và Đại học Khoa học Xã hội Singapore. Anh hiện là chủ của câu lạc bộ bóng đá Liga 1 Persis Solo cùng với Erick Thohir.

## Sự nghiệp

### Sự nghiệp giải trí
Kaesang trở nên nổi tiếng khi là một blogger với tên 'diary anak kampung' hoặc 'mister kacang' vào năm 2011. Phong cách của anh được coi là sáng tạo và ngộ nghĩnh, khám phá cuộc sống cá nhân và mối quan hệ của anh với gia đình.
Từ năm 2016, Kaesang hoạt động trên YouTube và nhiều video đã lan truyền nhờ khiếu hài hước của mình. Các vlog YouTube của anh trở nên phổ biến; kể từ tháng 5 năm 2017, kênh có hơn 270.000 người đăng ký. Vì ảnh hưởng của Kaesang, Jokowi đã tạo vlog YouTube mang tên #JKWVLOG, vlog này trở nên nổi tiếng sau khi đăng tải bữa trưa của Jokowi với Vua Salman. Kaesang còn xuất hiện trong chương trình truyền hình Indonesia Mata Najwa để chia sẻ về cuộc sống của mình khi là con trai tổng thống Indonesia. Năm 2017, Kaesang phát hành một bài hát mang tên "Bersatulah" nhằm thúc đẩy sự thống nhất và tha thứ giữa công dân Indonesia. Kaesang Pangarep tham gia với vai trò khách mời trong bộ phim Indonesia Cek Toko Sebelah.

### Sự nghiệp kinh doanh
Kaesang hoạt động trong lĩnh vực kinh doanh ẩm thực, sở hữu một chuỗi cửa hàng tập trung vào chuỗi hoạt động tại một số thành phố ở Indonesia. Anh còn sáng tạo ra mặt hàng quần áo trông giống những con nòng nọc. Ngoài ra, anh còn hoạt động với vai trò marketing trong một công ty khởi nghiệp thành lập năm 2017 mang tên Madhang, hợp tác với các hộ gia đình và doanh nghiệp vừa và nhỏ về ẩm thực. Năm 2019, anh đồng sáng lập GK HEBAT, một vườn ươm doanh nghiệp tập trung vào các doanh nghiệp vừa và nhỏ trong lĩnh vực ẩm thực. Anh trở thành CEO của công ty. Trong số các khoản đầu tư khác, công ty này đã mua 8% cổ phần của một công ty sản xuất tôm đông lạnh được niêm yết công khai với giá 92 tỷ Rupiah (~ 6,5 triệu USD).

### Sự nghiệp chính trị
Năm 2023, Kaesang phát biểu ý định tranh cử chức vụ thị trưởng Depok. Đảng Đoàn kết Indonesia (PSI) và Đảng Gerindra đã kêu gọi ủng hộ Kaesang. Kaesang chính thức là thành viên PSI vào ngày 23 tháng 9 năm 2023, và được bổ nhiệm giữ chức chủ tịch đảng này hai ngày sau vào ngày 25 tháng 9 năm 2023.

## Phim ảnh
Kaesang Pangarep từng tham gia 2 phim:
- Check the Store Next Door (2016): vai tài xế taxi
- Hiệp sĩ Kris (2017): lồng tiếng

## Tranh cãi
Sau khi tạo một video đáp lại việc trẻ em reo hò 'giết chết Ahok' trong tháng lễ Ramadan, Kaesang bị tố cáo đến cảnh sát vì tội báng bổ và phát ngôn thù hận. Tuy nhiên, cảnh sát không tìm thấy chứng cứ cho việc báng bổ và hủy bỏ vụ án.

## Đời tư
Kaesang kết hôn với nữ người mẫu Erina Gudono ở Yogyakarta, vào ngày 10 tháng 12 năm 2022.